# هانو هارالا
هانو هارالا (فنلاندی: Hannu Haarala؛ زادهٔ ۱۵ اوت ۱۹۸۱) بازیکن فوتبال اهل فنلاند است.
از باشگاه‌هایی که در آن بازی کرده‌است می‌توان به باشگاه فوتبال هلسینکی و باشگاه فوتبال هیرنفین اشاره کرد.
وی همچنین در تیم ملی فوتبال فنلاند بازی کرده‌است.